# Sonnjoch
Das Sonnjoch ist ein 2457 m ü. A. hoher Berg im östlichen Karwendel und Hauptberg der gleichnamigen Sonnjochgruppe.

## Lage und Umgebung
Das Sonnjoch ist ein freistehender, markanter Berg, der eingebettet zwischen dem Engtal im Westen und dem Falzthurntal im Osten liegt. Im Norden trennt ihn der steile Abbruch zum Bärenlahner Sattel (1994 m ü. A.) von der Schaufelspitze. Von seinem Gipfel lässt sich die gesamte Hinterautal-Vomper-Kette bis zur Birkkarspitze überblicken, nach Nordosten sieht man über das über 1200 Meter tieferliegende Falzthurntal auf den Achensee und das dahinterliegende Rofangebirge. Bei guter Fernsicht ist außerdem der komplette Hauptkamm der Ostalpen vom Großglockner bis zu den Stubaier Alpen zu sehen. Während seine Südwestseite mäßig steil ansteigt und im oberen Bereich durch den dunklen Alpinen Muschelkalk geprägt ist, fällt das Sonnjoch in alle anderen Richtungen steil bis senkrecht in Wände aus hellem Wettersteinkalk ab.

## Touristische Erschließung
Von 1842 bis 1843 unternahm der damalige k.k. Salinen-Directions-Praktikant von Hall in Tirol, Marko Vincenc Lipold, zahlreiche barometrische Höhenmessungen im Auftrag des Geognostisch-montanistischen Verein für Tirol und Vorarlberg, bei der das Sonnjoch mit 7785 Wiener Fuß (2461 m) gemessen wurde.

## Anstiege
Das Sonnjoch zählt zu den beliebtesten Gipfeln des Karwendels, vor allem wegen seiner guten Aussicht und seines nicht allzu schweren Aufstiegs.
- Der gut ausgeschilderte Normalweg auf das Sonnjoch führt von der Gramaialm (1263 m ü. A.) am Ende des Falzthurntals durch ein Bachtal zum Gramaialm-Hochleger (1756 m ü. A.). Von dort geht es zunächst über Wiesen und Latschenwald nach Norden zum Südwestrücken des Sonnjochs und von dort am breiten und steinigen Kamm entlang nordostwärts bis zum Gipfel. Der Aufstieg dauert etwa 3,5 Stunden, für den Abstieg sind etwa 2 Stunden einzuplanen.
- Dieser Weg ist auch von der Eng aus begehbar, wobei man hier über den Binssattel zum Gramaialm-Hochleger gelangt. Für die 1400 Höhenmeter mit Gegenab- und Wiederaufstiegen sind 4,5 Stunden zu veranschlagen.[3] Vom Binssattel aus lässt sich zusätzlich in einer halben Stunde das 2017 m ü. A. hohe Gramaijoch weglos besteigen. Der Abstieg vom Sonnjoch ist entsprechend in 2,5 Stunden zu bewältigen.
- Alternativ lässt sich das Sonnjoch auch über einen luftigen, teilweise ausgesetzten Pfad über den Bärenlahner und den Bärenlahner Sattel ersteigen, welcher auf der UIAA-Skala mit I bewertet wird. Bei diesem Anstieg sind entsprechend die Anforderungen an Schwindelfreiheit, Trittsicherheit und alpine Erfahrung bedeutend größer als auf dem Normalweg.

Eine Überquerung des Sonnjochs ist über den Anstieg via Bärenlahner Sattel und dem Abstieg via Normalweg möglich.